# Silene macrostyla
Silene macrostyla är en nejlikväxtart som beskrevs av Carl Maximowicz. 
Silene macrostyla ingår i släktet glimmar och familjen nejlikväxter. Inga underarter finns listade i Catalogue of Life.